# Grand Prix automobile de Belgique 2011
Vous lisez un « article de qualité » labellisé en 2012.
GP précédent GP suivant
Le Grand Prix automobile de Belgique 2011 (2011 Formula 1 Shell Belgian Grand Prix), disputé le 28 août 2011 sur le circuit de Spa-Francorchamps, est la 851e épreuve du championnat du monde de Formule 1 courue depuis 1950 et la douzième manche du championnat 2011.
Après avoir décroché sa neuvième pole position de la saison, le pilote allemand Sebastian Vettel remporte son septième Grand Prix de l'année, le premier de sa carrière à Spa-Francorchamps, au volant de sa Red Bull RB7. Il devance son coéquipier Mark Webber, ce qui permet à Red Bull Racing de signer son dixième doublé depuis ses débuts en Formule 1. Jenson Button, sur McLaren, se classe troisième de l'épreuve.
Lors de ce Grand Prix, le pilote novice Pastor Maldonado inscrit son premier point en championnat du monde tandis que Michael Schumacher fête ses vingt ans en Formule 1.
Sebastian Vettel conserve sa place en tête du championnat : avec 259 points, il possède 92 longueurs d'avance sur son coéquipier Mark Webber. Fernando Alonso, quatrième de l'épreuve est troisième du championnat avec 157 points et devance désormais Jenson Button (149 points). À la fin du Grand Prix, dix-huit des vingt-huit pilotes en lice au championnat du monde ont marqué au moins un point.
Chez les constructeurs, Red Bull Racing conserve la tête du championnat avec 426 points, loin devant McLaren (295) et Ferrari (231). À l'issue de la course, neuf des douze écuries engagées au championnat ont inscrit au moins un point, Lotus, Virgin et HRT n'étant toujours pas parvenues à débloquer leur compteur.

## Contexte avant le Grand Prix

### Une femme en Formule 1

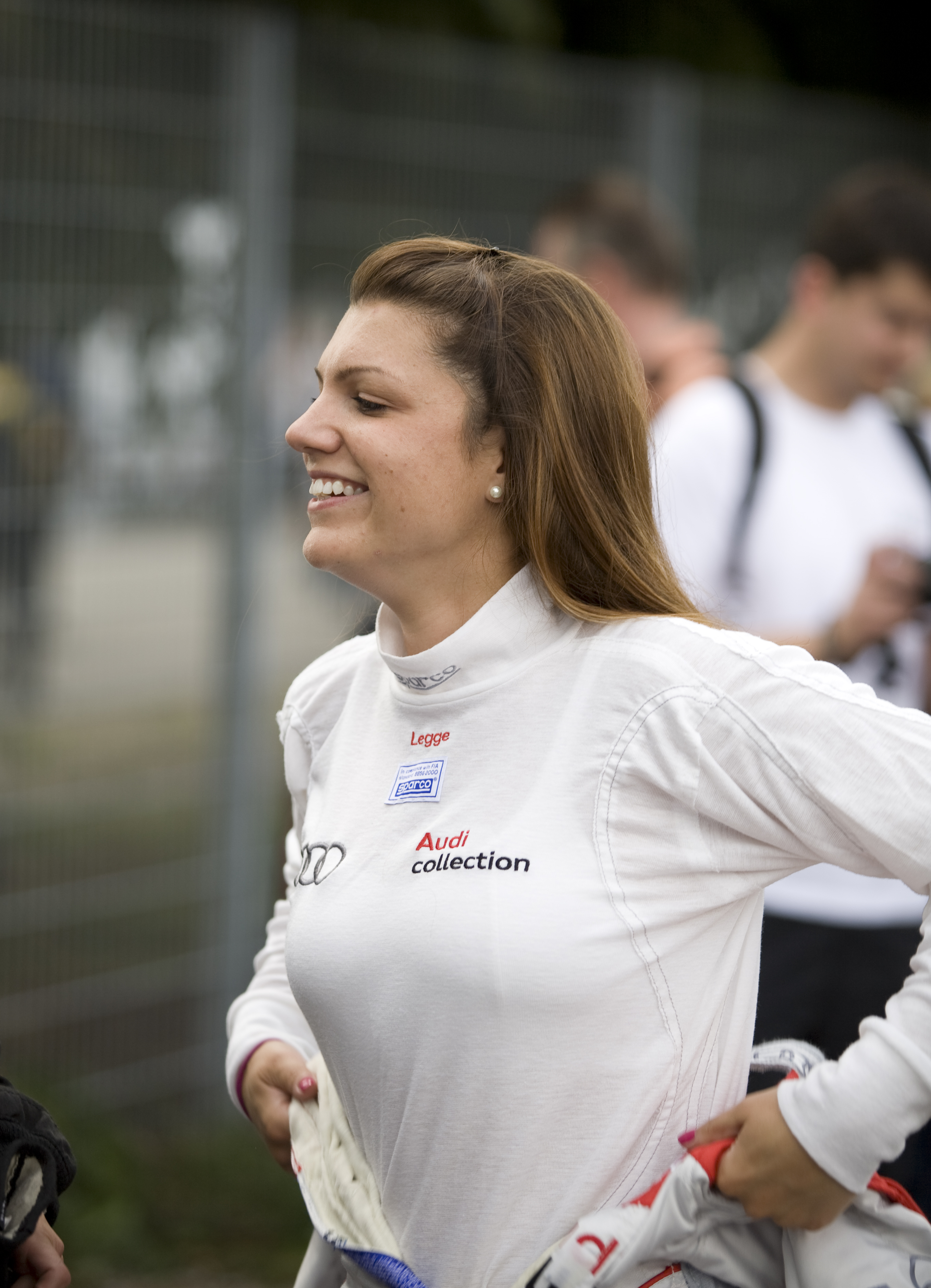
Depuis l'essai de María de Villota en août 2011, Katherine Legge (ici lors d'une manche du championnat DTM en 2009) n'est plus la dernière femme à avoir piloté une Formule 1.

La pilote espagnole María de Villota, fille de l'ancien pilote de Formule 1 Emilio de Villota, a pris le volant d'une Renault R29 sur le circuit Paul-Ricard le 3 août 2011, pour un test de 300 kilomètres (79 tours). Bernie Ecclestone est l'instigateur de ce test de roulage afin de favoriser le retour d'un pilote féminin en Formule 1. Le test de María a été décidé lors du Grand Prix automobile d'Europe 2011 à Valence, quand Antonio Mesquida, manager de María de Villota et homme d'affaires dans le secteur de la téléphonie mobile a rendu visite à Ecclestone et Éric Boullier. Un des objectifs de la séance était de tester la résistance physique d'une femme aux commandes d'une monoplace moderne, test complété par un examen médical et des tests de résistance à l'effort quelques jours auparavant. Elle est la première femme à piloter une Formule 1 depuis la Britannique Katherine Legge, invitée par la Scuderia Minardi à participer à des essais privés fin 2005 sur le tracé italien de Vallelunga.
L'ex-pilote de Superleague Formula en 2010 et 2011 participe à une séance de roulage pour avoir un premier contact avec la Formule 1 et se familiariser avec les systèmes embarqués et l'équilibre de la voiture. Elle déclare : « J'ai été très heureuse en tant que femme pilote d'avoir la chance de conduire une Formule 1. La F1 est le pinacle du sport automobile et cela a toujours été mon rêve. La séance s'est très bien passée, les conditions météo étaient idéales et l'équipe m'a mise à l'aise immédiatement. Cela ne m'a pas pris trop de temps pour m'habituer à la voiture. Dès que je me suis sentie à l'aise, j'ai commencé à hausser le rythme et j'ai vraiment adoré cette expérience. Le professionnalisme de Lotus Renault GP m'a impressionnée et je tiens à remercier toute l'équipe pour cette opportunité. » Éric Boullier, directeur de Lotus Renault GP, ajoute : « Nous avons été ravis d'offrir à Maria la chance de piloter la R29. En tant qu'équipe, nous avons une certaine fierté dans notre capacité à estimer les nouveaux talents et à offrir une chance à des pilotes différents. María a fait exactement ce qu'on attendait d'elle. Elle a pris les étapes une par une et a réalisé des temps très corrects, sans commettre une faute de la journée. »,

### HRT en conflit avec la FOTA
Colin Kolles, directeur de l'écurie espagnole HRT, réaffirme que son écurie n'a pas l'intention de rejoindre la FOTA (Association des Équipes de Formule 1) car il estime que l'association ne sert que les intérêts des équipes de pointe. HRT a quitté la FOTA en janvier et malgré le changement de propriétaire à la tête de l'écurie espagnole, HRT ne projette toujours pas de faire son retour. Au contraire, Kolles a derechef critiqué l'association présidée par Martin Whitmarsh, estimant qu'elle n'avait aucune importance : « À ma connaissance, la FOTA est juste un nom et elle n'existe pas vraiment dans le monde réel. Nous sommes donc contents de notre situation. Peut-être que nous pourrions penser à revenir si les gens tenaient compte de nos besoins mais je pense que nous comprenons mieux nos problèmes que le président de la FOTA, qui dirige peut-être une structure différente. Je ne vois donc pas la nécessité que quelqu'un d'autre négocie nos accords commerciaux. Je pense que nous sommes assez bons et suffisamment forts pour négocier nos contrats. »

### Grand Prix d'Inde
Le premier opérateur indien de télécommunications, Bharti Airtel, devient « sponsor titre » du Grand Prix automobile d'Inde 2011 qui aura lieu le 30 octobre 2011. Sanjay Kapoor, président de Bharti Airtel, déclare : « La Formule 1 en tant que sport et Airtel en tant que marque partagent la même synergie. L'Airtel Grand Prix d'Inde constituera le premier pas de notre pays dans le monde de la course automobile. »,
D'autre part, malgré de nombreuses rumeurs indiquant que les travaux ne seraient pas terminés à temps, Bernie Ecclestone se veut rassurant en affirmant que les organisateurs de l'épreuve seront prêts en temps et en heure : « Je n'ai aucun doute sur le fait que le circuit sera un des plus beaux que nous ayons et que tout sera terminé à temps. Nous contrôlons tout au quotidien. Je suis très content que tout soit dans les temps. Il n'y a aucun problème. La Formule 1 est une discipline nouvelle en Inde. Nous ne pourrons jamais rattraper le cricket mais nous avons fait de notre mieux et je suis certain que nous pourrons nous en rapprocher. Nous devons nous rappeler que l'Inde est l'un des cinq pays les plus importants au monde. Il est donc très important d'y être. »
Charlie Whiting doit se rendre en Inde pour l'inspection finale du circuit international Buddh, à l'issue du Grand Prix de Belgique et déclare : « Je ne voudrais pas offenser les gens en Corée du Sud mais si je dois comparer l'Inde à eux, j'ai vraiment de bons pressentiments. » Néanmoins, des protestations contre la construction du circuit ont toujours lieu, beaucoup de fermiers ayant été sous-indemnisés lors de la vente de leurs terrains. Ils souhaitent se faire entendre lors du Grand Prix et les organisateurs du Grand Prix ont déjà annoncé un renforcement de la présence policière sur le site lors du week-end de course.

### DRS
La FIA décide d'interdire l'utilisation de l'aileron arrière ajustable (Drag Reduction System) dans le raidillon de l'Eau Rouge tout au long du week-end du Grand Prix de Belgique, pour des raisons de sécurité. En effet, les monoplaces s'y engouffrent à plus de 270 km/h et si un pilote s'y engage avec l'aileron arrière entièrement ouvert, sa sécurité serait compromise. L'association des pilotes de Grand Prix (Grand Prix Drivers' Association) a demandé son interdiction dans cette zone du circuit, ce que la FIA a entériné. Par ailleurs, la FIA a précisé que l'aileron arrière ajustable est autorisé dans toutes les autres parties du circuit durant les essais libres et les qualifications tandis que, pour la course, la zone d'activation du Drag Reduction System s'étendra de la sortie du Raidillon à la chicane des Combes,,,,.
La décision d'interdire le Drag Reduction System dans le raidillon de l'Eau Rouge est pleinement justifiée selon Felipe Massa qui déclare : « J'ai suivi le débat au sujet de l'utilisation du DRS dans l'Eau Rouge et je pense que l'interdiction pour tout le week-end est la bonne décision. En tant que pilotes de course, nous aurions tous essayé d'utiliser le DRS et cela aurait mené à un accident, particulièrement en raison de la nature du virage. Alors tout comme ce fut le cas dans le tunnel à Monaco, je pense que c'est la bonne décision. »

### Titularisation de Bruno Senna chez Renault

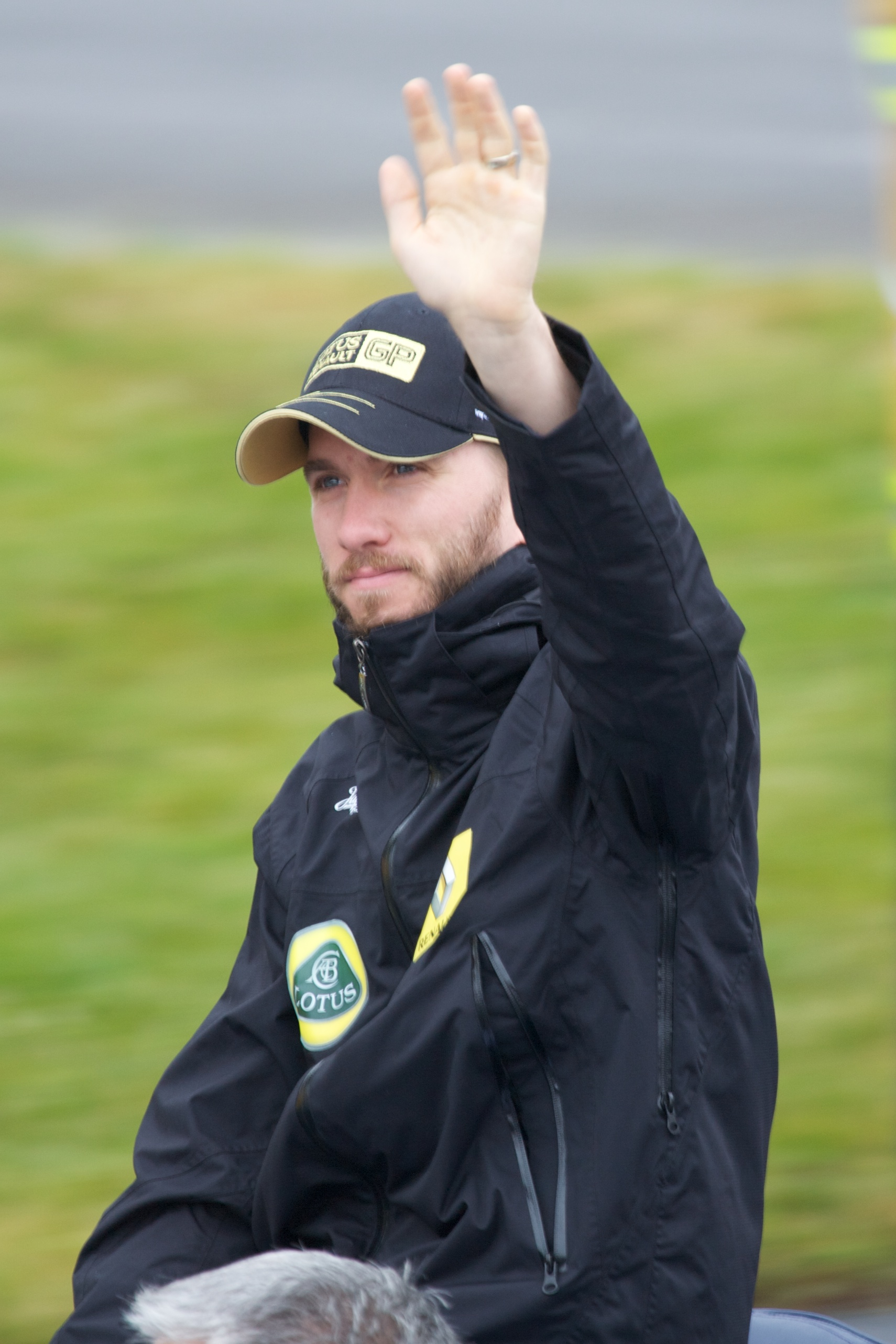
Le pilote allemand Nick Heidfeld laisse sa place à…

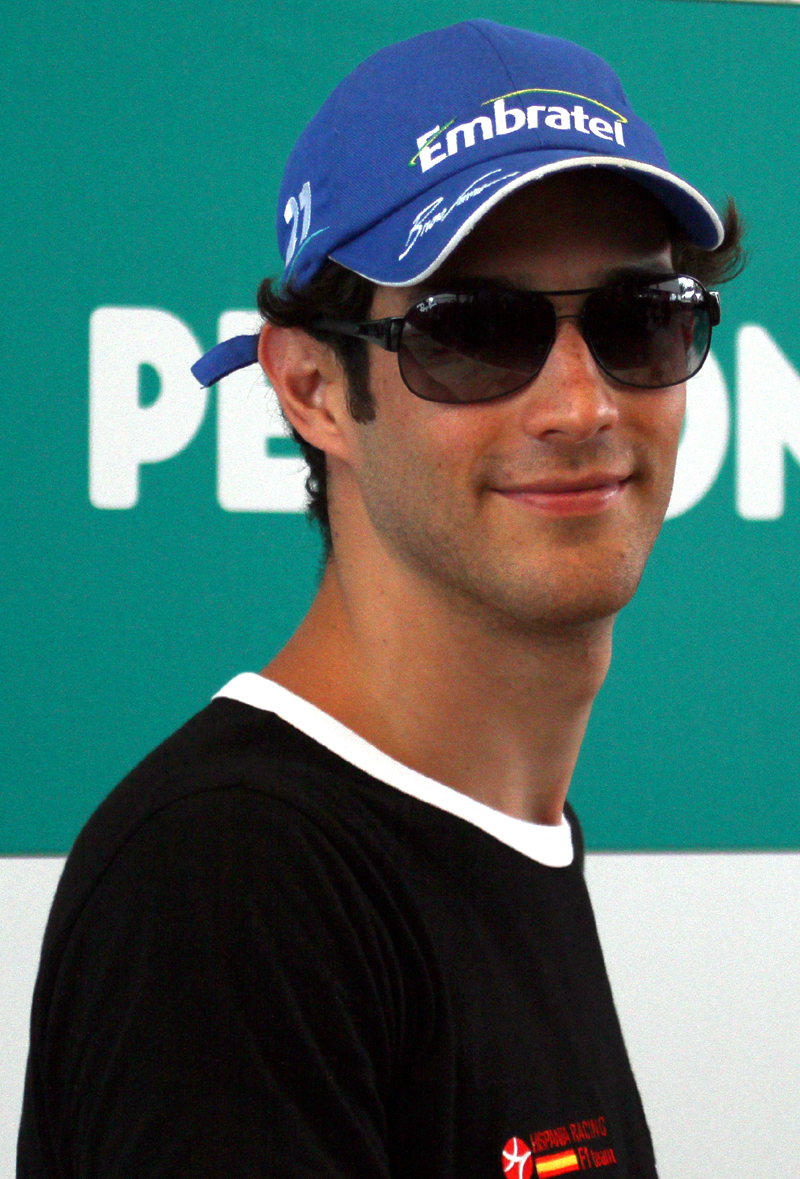
…Bruno Senna à l'occasion du Grand Prix de Belgique 2011.

Le mercredi 24 août, Lotus Renault GP annonce que Nick Heidfeld est remplacé en tant que pilote titulaire par Bruno Senna avec effet immédiat. Cette annonce mentionne que ce remplacement ne concerne, pour le moment, que la course de Spa-Francorchamps. L'équipe promet plus de détails concernant ce changement de pilote dans un communiqué de presse le jeudi 25 août, tandis que Bruno Senna participera à la conférence de presse officielle de la FIA le jeudi après-midi. À l'annonce de sa titularisation, le pilote brésilien déclare : « Cette saison sera consacrée à m'intégrer dans le team et à extraire le meilleur de cette situation au sein d'un environnement aussi compétitif. Faire partie de ce projet va m'apporter une expérience de grande valeur et c'est à moi d'en tirer le maximum. J'espère pouvoir progresser et montrer à l'équipe que je mérite une chance dans le futur. »,,
Le jeudi 25 août, Bruno Senna confirme en conférence de presse son remplacement de Nick Heidfeld lors du Grand Prix de Belgique mais également en Italie. En raison de problèmes juridiques, le Brésilien n'est pour l'instant certain de disputer que les deux prochains Grands Prix : « Pour le moment, je suis confirmé pour cette course et la prochaine mais il y a des problèmes juridiques qui doivent être réglés. Je ne peux pas confirmer si je ferai le reste de l'année. L'objectif est de courir jusqu'à la fin du championnat mais on ne peut pas encore le confirmer. »,,,. En effet, Heidfeld, toujours sous contrat avec l'équipe, reste décidé à défendre sa position au sein de l'écurie, fort d'une clause de performance inscrite dans son contrat de remplacement de Robert Kubica. Présent à Spa en tenue de travail, l'Allemand insiste sur le fait qu'il a un contrat valide et souhaite rapidement récupérer sa place. Renault et Heidfeld doivent toutefois régler leur différend devant un juge le 19 septembre 2011,. Un jugement en sa faveur lui permettrait de négocier un dédit financier pour mise à pied abusive. Lotus Renault devrait alors payer 260 000 euros prévus pour chacune des huit courses non disputées pour respecter le contrat, sans autre obligation.
Le vendredi 26 août, André Theuerzeit, manager de Nick Heidfeld, confirme qu'il a déposé une plainte en justice devant la Haute Cour de Londres pour que Lotus Renault GP honore son contrat. Il déclare : « Je suis déçu que l'équipe soit autorisée à laisser un autre pilote prendre le volant de Nick lors des prochains week-ends de Grand Prix. Toutefois, je suis convaincu que nous serons capables de parvenir à une solution équitable pour Nick. Nous espérons tous que Nick sera de retour dans le cockpit à Singapour. » Le représentant légal d'Heidfeld, le docteur Stefan Seitz, déplore l'attitude de Lotus Renault GP : « La décision interlocutoire de la cour ne contredit pas le fait que Nick dispose d'un contrat valide pour être un des deux pilotes titulaires de l'équipe. Cette position est contestée par l'équipe pour ce qui semble être des raisons purement financières. Nous n'avons pas l'intention de baisser les bras avant que Nick ait retrouvé ses droits. »
Éric Boullier, directeur de Lotus Renault GP, déclare : « Nous sommes heureux d'offrir à Bruno la chance de courir avec Lotus Renault GP dès Spa-Francorchamps ce week-end. Il s'est montré un membre de l'équipe attentif depuis son arrivée il y a presque sept mois et nous sommes sûrs qu'il va démontrer ses capacités auprès de Vitaly. »,. Il justifie sa décision de remplacer Heidfeld par un manque de performance : « Nous avons passé en revue nos performances, notre niveau de motivation et beaucoup de choses durant la trêve estivale et j'ai dû prendre cette décision afin de montrer clairement que nous prenions une nouvelle direction. Tous les week-ends, les journalistes m'oppressaient en me demandant pourquoi Vitaly Petrov était plus rapide que Nick. Je n'étais pas content de sa vitesse de pointe et de sa performance globale. Nick est un bon gars mais je pense que quelque chose n'allait pas. Son leadership au sein de l'équipe n'a pas fonctionné. Évidemment quand vous êtes parfois plus lent que Vitaly, en réalité la plupart du temps plus lent que Vitaly, il vous est difficile de pousser l'équipe vers le haut et de revêtir le rôle de leader. Quand une spirale négative commence, il est difficile de l'arrêter. J'ai donc dû changer quelque chose dans l'équipe pour remédier à cette situation et réveiller tout le monde. »,
Bruno Senna sait que son week-end risque d'être difficile puisqu'il n'a disputé aucun Grand Prix cette saison et n'a que très peu d'expérience de la Renault R31 qu'il n'a pilotée qu'à l'occasion des premiers essais libres du Grand Prix de Hongrie : « La Hongrie m'a permis de me familiariser avec la voiture mais je vais devoir me battre pour me mettre dans le rythme des gars qui ont déjà onze courses dans les jambes. Je suis vraiment impatient, espérant progresser rapidement et justifier la confiance placée en moi. Le vendredi en Hongrie avait été très difficile. Je sais que je dois apprendre à gérer les pneus, du premier train à la qualification et apprendre à les gérer pendant la course. Toute cette expérience, je ne l'ai pas, ce sera la première fois. C'est un gros défi d'arriver en cours de saison, un peu après la mi-parcours. J'ai participé à toutes les réunions avec les ingénieurs et je suis au courant de tout ce qui se passe dans l'équipe. Si je peux n'être pas trop loin de Petrov, ce sera une bonne référence. »,

### Aménagement du circuit
Les organisateurs du Grand Prix de Belgique ont apporté quelques aménagements au circuit, le plus notable étant l'élargissement de l'« épingle Rivage », huitième virage du circuit qui succède à la chicane des « Combes » et au virage rapide à droite de « Malmédy ». L'élargissement du virage a été complété par le remplacement de l'échappatoire qui voit son bac à graviers remplacé par une zone asphaltée.

## Essais libres

### Vendredi matin, séance de 10 h
| Pos. | Pilote             | Voiture              | Chrono         | Écart      |
| ---- | ------------------ | -------------------- | -------------- | ---------- |
| 1    | Michael Schumacher | Mercedes             | 1 min 54 s 355 |            |
| 2    | Nico Rosberg       | Mercedes             | 1 min 54 s 829 | + 0 s 474  |
| 3    | Jenson Button      | McLaren-Mercedes     | 2 min 02 s 740 | + 8 s 385  |
| 4    | Sebastian Vettel   | Red Bull-Renault     | 2 min 03 s 752 | + 9 s 397  |
| 5    | Lewis Hamilton     | McLaren-Mercedes     | 2 min 04 s 301 | + 9 s 946  |
| 6    | Adrian Sutil       | Force India-Mercedes | 2 min 04 s 663 | + 10 s 308 |

La première séance d'essais libres du Grand Prix de Belgique commence sous un ciel très menaçant. S'il ne pleut pas, la piste est légèrement humide. Comme l'arrivée de la pluie est annoncée à brève échéance, certains pilotes s'élancent très vite en pneus slicks pour un premier tour d'installation,.
Michael Schumacher, qui arbore un nouveau casque doré « en hommage à [s]es débuts à Spa il y a vingt ans et aux années dorées qui ont suivi » pour fêter son vingtième anniversaire en Grand Prix,, s'installe en tête du classement en 1 min 55 s 007 puis en 1 min 54 s 355. La pluie fait son apparition quelques minutes plus tard et l'ensemble des pilotes en piste rejoint son stand : seuls les deux pilotes de l'équipe Mercedes Grand Prix ont eu le temps de signer un tour chronométré sur piste sèche,,.
La piste désormais détrempée, quelques pilotes courageux en profitent pour tester les pneus pluie car les conditions climatiques devraient être similaires pour la course du lendemain. Avec ces pneus pluie, Adrian Sutil tourne en 2 min 16 s 282 puis 2 min 14 s 236. À une demi-heure de la fin de la session, Bruno Senna sort de la piste et abîme l'arrière de sa monoplace dans un mur de pneus. Sebastian Vettel, Sergio Pérez et Jarno Trulli effectuent également des excursions hors-piste, sans conséquence.
Il reste dix-sept minutes quand Paul di Resta part à la faute au même endroit que Senna : si la Force India touche aussi le mur de pneus, elle ne semble pas abîmée. La direction de course sort le drapeau rouge pour interrompre la séance le temps d'évacuer la monoplace. La session est relancée alors qu'il ne reste plus que sept minutes. Les conditions de piste s'améliorent ainsi que les temps de pilotes mais personne ne parvient à déloger les deux Mercedes des premières places du classement. Jenson Button réalise le meilleur temps derrière les pilotes Mercedes et devance Sebastian Vettel d'une seconde. Lewis Hamilton signe le cinquième temps devant Adrian Sutil, Felipe Massa, Rubens Barrichello, Jaime Alguersuari et Kamui Kobayashi,.
- Karun Chandhok, pilote essayeur chez Team Lotus, a remplacé Heikki Kovalainen lors de cette séance d'essais.

### Vendredi après-midi, séance de 14 h
| Pos. | Pilote          | Voiture          | Chrono         | Écart     |
| ---- | --------------- | ---------------- | -------------- | --------- |
| 1    | Mark Webber     | Red Bull-Renault | 1 min 50 s 321 |           |
| 2    | Fernando Alonso | Ferrari          | 1 min 50 s 461 | + 0 s 140 |
| 3    | Jenson Button   | McLaren-Mercedes | 1 min 50 s 770 | + 0 s 449 |
| 4    | Lewis Hamilton  | McLaren-Mercedes | 1 min 50 s 838 | + 0 s 517 |
| 5    | Felipe Massa    | Ferrari          | 1 min 51 s 218 | + 0 s 897 |
| 6    | Nico Rosberg    | Mercedes         | 1 min 51 s 242 | + 0 s 921 |

Au début de la deuxième séance d'essais libres, la température ambiante est de 22 °C et la piste est à 21 °C. S'il ne pleut pas, la piste est très humide et le ciel menaçant. Kamui Kobayashi signe le premier tour chronométré en 2 min 16 s 279, mais Mark Webber prend rapidement la tête avec quatre tours signés en 2 min 11 s 652, 2 min 10 s 524, 2 min 09 s 094 et enfin 2 min 08 s 351. Bruno Senna améliore en 2 min 08 s 293, puis Sebastian Vettel tourne en 2 min 06 s 398 et 2 min 06 s 050,,.
Fernando Alonso réalise un tour en 2 min 03 s 953 mais est battu par Jenson Button (2 min 02 s 206) et Webber (2 min 01 s 015 puis 2 min 00 s 964). À une heure de la fin de séance, certains pilotes chaussent leurs premiers pneus pour piste sèche bien qu'il reste encore beaucoup d'humidité sur la piste. Avec ces pneus, Fernando Alonso prend la tête du classement en 1 min 56 s 292 puis 1 min 53 s 942 : l'ensemble des pilotes change alors ses pneus pour des slicks.
Schumacher prend dès lors la tête du classement en 1 min 52 s 102 en pneus slicks tendres. Avec les mêmes pneus, son coéquipier Nico Rosberg boucle un tour en 1 min 51 s 967 avant d'être battu par Vettel (1 min 51 s 794) en pneus slicks durs.
À quarante minutes de la fin de la séance, Rosberg réalise un tour en 1 min 51 s 242, temps rapidement amélioré par Alonso en 1 min 50 s 461 et Webber à deux reprises (1 min 50 s 430 puis 1 min 50 s 321, en pneus tendres). Alors qu'il reste trente-sept minutes, la pluie fait son apparition et met fin à la série d'améliorations des temps,. Quelques pilotes font encore quelques tours sous la pluie, notamment Timo Glock qui effectue un énorme tête-à-queue, sans conséquence.
- Nico Hülkenberg, pilote essayeur chez Force India, a remplacé Adrian Sutil lors de cette séance d'essais.

### Samedi matin, séance de 11 h
| Pos. | Pilote            | Voiture            | Chrono         | Écart       |
| ---- | ----------------- | ------------------ | -------------- | ----------- |
| 1    | Mark Webber       | Red Bull-Renault   | 2 min 08 s 998 |             |
| 2    | Lewis Hamilton    | McLaren-Mercedes   | 2 min 09 s 046 | + 0 s 058   |
| 3    | Jaime Alguersuari | Toro Rosso-Ferrari | 2 min 09 s 931 | + 0 s 943   |
| 4    | Jenson Button     | McLaren-Mercedes   | 2 min 10 s 257 | + 1 s 269   |
| 5    | Sebastian Vettel  | Red Bull-Renault   | 2 min 10 s 402 | + 1 min 414 |
| 6    | Sébastien Buemi   | Toro Rosso-Ferrari | 2 min 10 s 580 | + 1 min 592 |

Au début de la dernière séance d'essais libres, la température ambiante est de 14 °C, celle de la piste n'affiche qu'un degré de plus et il pleut. Les pilotes s'élancent sur une piste gorgée d'eau en pneus pluie. Après un premier tour d'installation, ils rentrent tous à leur stand, Jenson Button déclare même qu'il faudrait sortir le drapeau rouge car la piste est impraticable, pire que lors du Grand Prix du Canada,,
Il faut attendre vingt-cinq minutes pour que quelques pilotes reprennent la piste. Sébastien Buemi prend la tête du classement en 2 min 14 s 207 puis 2 min 14 s 172. Ce temps est ensuite battu par Mark Webber (2 min 14 s 143), Jaime Alguersuari (2 min 13 s 357), Buemi (2 min 13 s 306), Adrian Sutil (2 min 13 s 231) et son coéquipier Paul di Resta (2 min 12 s 955),.
Alors qu'il reste quinze minutes dans la séance, certains pilotes chaussent des pneus intermédiaires comme Alguersuari qui prend la tête du classement en 2 min 11 s 045. Ce temps est ensuite amélioré par son coéquipier Buemi (2 min 10 s 580) mais Alguersuari améliore à deux reprises (2 min 09 s 948 puis 2 min 09 s 931) avant que Webber ne signe le meilleur temps de la session en 2 min 08 s 988. L'Australien a 58 millièmes d'avance sur Lewis Hamilton et Jaime Alguersuari complète le top 3. Jenson Button termine quatrième à plus d'une seconde de Webber, devant le champion du monde en titre Sebastian Vettel. Sébastien Buemi, sixième, précède Nico Rosberg, Adrian Sutil, Bruno Senna et Michael Schumacher. En fond de classement, les pilotes Ferrari ont préféré économiser leurs trains de pneus pluie en restant la plupart du temps dans leurs stands,.

## Séance de qualifications

### Résultats des qualifications

#### Session Q1
La température de l'air est de 16 °C et celle de la piste de 19 °C au départ de la séance qualificative du Grand Prix. S'il ne pleut pas, la piste est encore très mouillée et les pilotes s'élancent en pneus intermédiaires.
Michael Schumacher perd sa roue droite et s'écrase dans le mur : il n'est pas blessé mais sa session se termine prématurément. Lewis Hamilton signe le premier temps de référence en 2 min 09 s 506. Ce temps est ensuite battu par Sebastian Vettel (2 min 07 s 723), Mark Webber (2 min 06 s 872 puis 2 min 04 s 481), Hamilton (2 min 04 s 240), son coéquipier Jenson Button (2 min 03 s 882), à nouveau Hamilton en 2 min 03 s 008 et finalement encore Button en 2 min 01 s 813, juste avant l'arrivée de la pluie,.
Les sept pilotes éliminés sont Schumacher, Vitantonio Liuzzi, Daniel Ricciardo, Jérôme d'Ambrosio, Timo Glock, Jarno Trulli et Paul di Resta. Liuzzi, Ricciardo et d'Ambrosio ne sont en outre pas dans la limite des 107 % du meilleur temps de Button.

#### Session Q2
La deuxième partie de la qualification se dispute sous une pluie légère ou forte selon l'endroit du circuit et tous les pilotes sont en pneus intermédiaires.
Sebastian Vettel signe le premier temps de référence en 2 min 07 s 085 quand Adrian Sutil part à la faute à la sortie du raidillon de l'Eau Rouge. Le temps de Vettel est ensuite battu par son coéquipier Mark Webber en 2 min 06 s 644 lorsque la direction de course décide d'interrompre la séance avec un drapeau rouge pour que les commissaires évacuent la voiture de Sutil en toute sécurité,.
Lorsque la séance est relancée, il reste moins de sept minutes aux pilotes pour améliorer leur position. À cet instant, Fernando Alonso n'est encore que onzième et non qualifié pour la troisième partie des qualifications. La pluie se remet à tomber légèrement à certains endroits du circuit alors que d'autres parties de la piste sont complètement sèches.
Sebastian Vettel s'installe en tête du classement en 2 min 03 s 317 mais cède face à Hamilton (2 min 02 s 823 malgré une touchette avec la Williams de Pastor Maldonado). Alonso se rassure enfin en prenant la tête en 2 min 02 s 768.
Les sept pilotes éliminés sont Adrian Sutil, Heikki Kovalainen, Pastor Maldonado, Rubens Barrichello, Jenson Button, victime d'une erreur stratégique de son écurie, Kamui Kobayashi et Sébastien Buemi.
En fin de séance, Pastor Maldonado, qui n'a pas apprécié son incident avec Lewis Hamilton, le percute volontairement peu avant la montée vers le raidillon alors que les deux pilotes étaient dans leur tour de décélération avant de rentrer au stand. Hamilton déclare : « Je pense que c'était très sérieux et une chance qu'aucun de nous deux, surtout lui, ne se soit envolé pour un gros crash. À la fin de la Q2, j'étais à la fin de mon dernier tour et la Williams devant moi était très lente. J'ai dû essayer de dépasser puis j'ai perdu beaucoup de temps et alors que j'étais à la sortie du virage no 1, j'ai vu Maldonado se rapprocher assez rapidement. Il est venu près de moi, je n'allais pas n'importe où et il a essayé de me percuter. Je ne sais pas si c'était intentionnel. L'aileron avant était assez endommagé, le ponton aussi et peut-être la suspension. Je pense qu'une fois que le drapeau à damier est déployé et les feux rouges allumés, il n'est pas nécessaire de faire la course. Il n'y aurait jamais dû avoir d'incident. »,. Le pilote Williams quant à lui se défend d'avoir volontairement touché Hamilton : « À propos de ce qui s'est passé avec Lewis Hamilton, il a beaucoup ralenti à la fin de la séance, alors j'ai essayé de passer devant lui. Ensuite j'ai senti un contact à l'arrière de ma voiture. Je ne sais vraiment pas ce qui s'est passé. Ce fut un moment difficile. Nous devons tirer au clair ce qui s'est passé. »,. Une enquête doit être ouverte par les commissaires de course,. Les deux pilotes risquent des sanctions allant d'une pénalité sur la grille jusqu'à l'exclusion de la course. Après avoir entendu les deux protagonistes de l'incident, les commissaires de course appuyés par Nigel Mansell infligent une pénalité de cinq places sur la grille de départ à Pastor Maldonado qui s'élancera donc depuis la vingt-et-unième position. Hamilton ne reçoit aucune pénalité mais un blâme,.

#### Session Q3
Les pilotes se disputent les premières places sur la grille de départ chaussés de pneus pour piste sèche. Mark Webber signe le premier temps de référence en 1 min 53 s 798 et l'améliore à deux reprises en 1 min 50 s 875 et 1 min 49 s 376. Lewis Hamilton est en difficulté, à la suite de ses multiples contacts avec Maldonado selon les responsables de McLaren.
Sebastian Vettel prend la tête en 1 min 49 s 180 mais Hamilton, à nouveau en verve, bat son temps, pour seulement quelques instants car Vettel établit la pole position définitive en 1 min 48 s 298, devançant le Britannique de près d'une demi-seconde,. Mark Webber, qui fête son trente-cinquième anniversaire, complète le top 3. Felipe Massa, quatrième, est le premier pilote Ferrari, Fernando Alonso n'étant que huitième. Entre les deux pilotes de la Scuderia, Nico Rosberg se place au cinquième rang devant Jaime Alguersuari et Bruno Senna qui a bien maîtrisé ses premières qualifications depuis le Grand Prix d'Abou Dabi 2010. Renault place ses deux pilotes dans les dix premiers avec la dixième place de Vitaly Petrov qui suit Sergio Pérez,.

### Grille de départ
| Pos.                                                                                      | Pilote                  | Écurie               | Qualifications 1 | Qualifications 2 | Qualifications 3 |
| ----------------------------------------------------------------------------------------- | ----------------------- | -------------------- | ---------------- | ---------------- | ---------------- |
| 1                                                                                         | Sebastian Vettel SREC   | Red Bull-Renault     | 2 min 03 s 029   | 2 min 03 s 317   | 1 min 48 s 298   |
| 2                                                                                         | Lewis Hamilton SREC     | McLaren-Mercedes     | 2 min 03 s 008   | 2 min 02 s 823   | 1 min 48 s 730   |
| 3                                                                                         | Mark Webber SREC        | Red Bull-Renault     | 2 min 02 s 827   | 2 min 03 s 302   | 1 min 49 s 376   |
| 4                                                                                         | Felipe Massa SREC       | Ferrari              | 2 min 05 s 834   | 2 min 04 s 507   | 1 min 50 s 256   |
| 5                                                                                         | Nico Rosberg SREC       | Mercedes             | 2 min 05 s 091   | 2 min 03 s 723   | 1 min 50 s 552   |
| 6                                                                                         | Jaime Alguersuari SREC  | Toro Rosso-Ferrari   | 2 min 05 s 419   | 2 min 04 s 561   | 1 min 50 s 773   |
| 7                                                                                         | Bruno Senna SREC        | Renault              | 2 min 05 s 047   | 2 min 04 s 452   | 1 min 51 s 121   |
| 8                                                                                         | Fernando Alonso SREC    | Ferrari              | 2 min 04 s 450   | 2 min 02 s 768   | 1 min 51 s 251   |
| 9                                                                                         | Sergio Pérez SREC       | Sauber-Ferrari       | 2 min 06 s 284   | 2 min 04 s 625   | 1 min 51 s 374   |
| 10                                                                                        | Vitaly Petrov SREC      | Renault              | 2 min 05 s 292   | 2 min 03 s 466   | 1 min 52 s 303   |
| 11                                                                                        | Sébastien Buemi SREC    | Toro Rosso-Ferrari   | 2 min 04 s 744   | 2 min 04 s 692   |                  |
| 12                                                                                        | Kamui Kobayashi SREC    | Sauber-Ferrari       | 2 min 07 s 194   | 2 min 04 s 757   |                  |
| 13                                                                                        | Jenson Button SREC      | McLaren-Mercedes     | 2 min 01 s 813   | 2 min 05 s 150   |                  |
| 14                                                                                        | Rubens Barrichello SREC | Williams-Cosworth    | 2 min 05 s 720   | 2 min 07 s 349   |                  |
| 15                                                                                        | Adrian Sutil SREC       | Force India-Mercedes | 2 min 06 s 000   | 2 min 07 s 777   |                  |
| 16                                                                                        | Pastor Maldonado SREC   | Williams-Cosworth    | 2 min 05 s 621   | 2 min 08 s 106   |                  |
| 17                                                                                        | Heikki Kovalainen       | Team Lotus-Renault   | 2 min 06 s 780   | 2 min 08 s 354   |                  |
| 18                                                                                        | Paul di Resta SREC      | Force India-Mercedes | 2 min 07 s 758   |                  |                  |
| 19                                                                                        | Jarno Trulli            | Team Lotus-Renault   | 2 min 08 s 773   |                  |                  |
| 20                                                                                        | Timo Glock              | Virgin-Cosworth      | 2 min 09 s 566   |                  |                  |
| Temps minimal à réaliser pour la qualification : 2 min 10 s 339 (107 % de 2 min 01 s 813) |                         |                      |                  |                  |                  |
| 21                                                                                        | Jérôme d'Ambrosio       | Virgin-Cosworth      | 2 min 11 s 601   |                  |                  |
| 22                                                                                        | Vitantonio Liuzzi       | HRT-Cosworth         | 2 min 11 s 616   |                  |                  |
| 23                                                                                        | Daniel Ricciardo        | HRT-Cosworth         | 2 min 13 s 077   |                  |                  |
| 24                                                                                        | Michael Schumacher SREC | Mercedes             | Pas de temps     |                  |                  |

- Notes :
  - Pastor Maldonado devait s'élancer de la 16e place mais, pénalisé de cinq places à la suite de son altercation avec Lewis Hamilton, partira 21e[50],[54].
  - Les commissaires de course décident de repêcher les quatre pilotes qui n'ont pas réussi à établir le temps minimal pour la qualification (règle des 107 %). Ainsi Jérôme d'Ambrosio, Vitantonio Liuzzi, Daniel Ricciardo et Michael Schumacher sont admis au départ[50],[54].

## Course

### Polémique d'avant-course concernant les pneumatiques

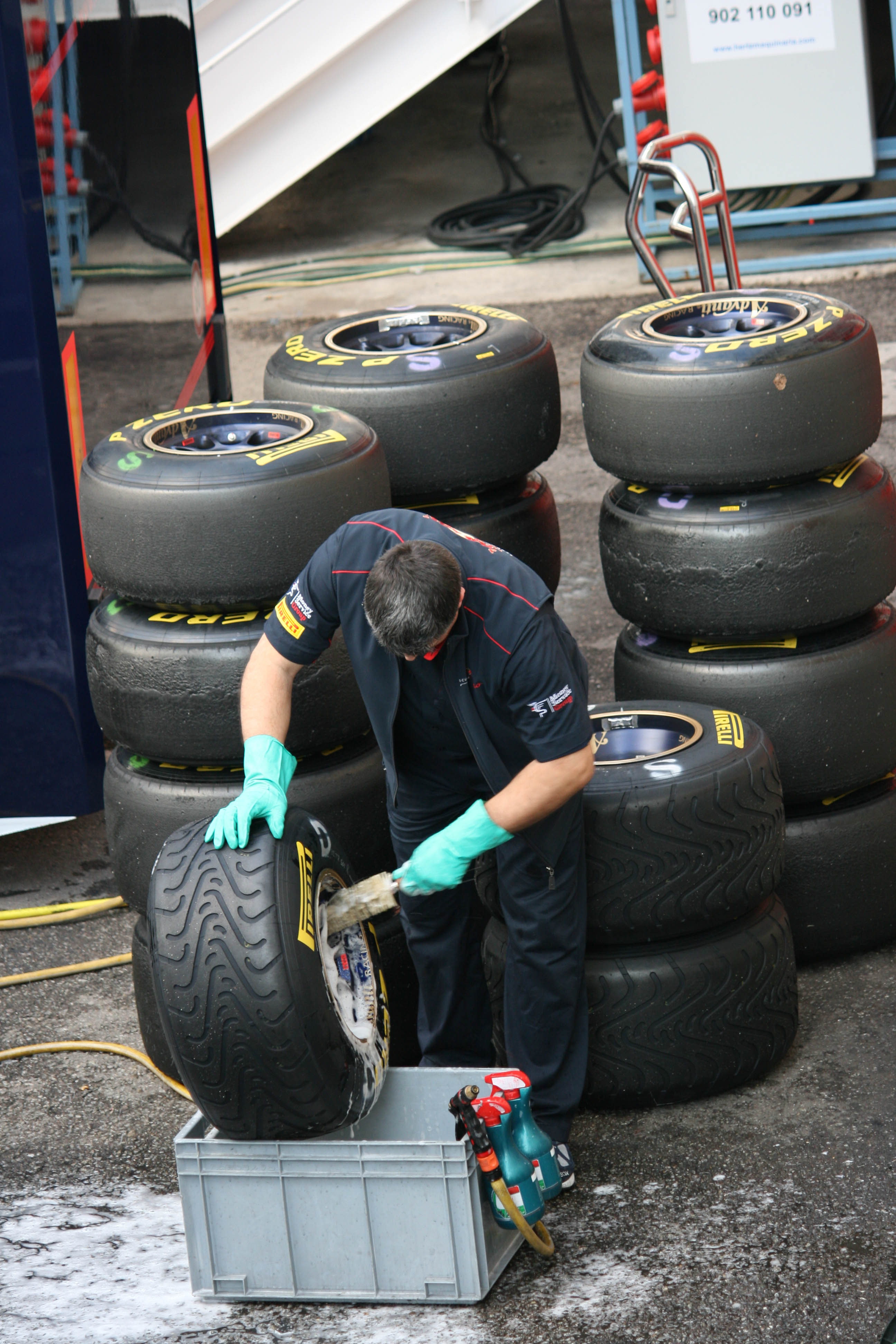
Les pneumatiques Pirelli sont au cœur de la polémique lors du Grand Prix de Spa.

Lors de la séance de qualifications du samedi, certaines équipes ont énormément souffert de blistering (perte de gros morceaux de gomme) sur leurs pneus, à cause du manque de temps des mécaniciens et des pilotes pour parfaire les réglages pour piste sèche. Un carrossage (angle que font les pneus avec la route) trop élevé, hors des recommandations données par Pirelli, en est en partie la cause.
Dès la session Q3, lorsque les pneus pour le sec ont pu être utilisés, presque tous les pilotes, dont notamment les deux pilotes Red Bull Racing et Lewis Hamilton, ont quasiment détruit leurs trains de pneus, avec lesquels ils doivent réglementairement prendre le départ de la course, en quelques tours. Red Bull et McLaren ont demandé à la FIA de pouvoir prendre le départ avec des pneus neufs, au moins à l'avant, ce qui a été refusé par la FIA qui a mis en avant que les dommages occasionnés aux pneus n'étaient pas de nature accidentelle. Pirelli a néanmoins fait venir en urgence des pneus neufs durant la nuit au cas où la FIA accorde ces remplacements.
L'inquiétude est particulièrement grande chez Red Bull car, pour corriger le problème sans monter de nouveaux pneus, l'équipe doit modifier les réglages du carrossage, ce qui obligerait les pilotes concernés à prendre le départ depuis la voie des stands. Red Bull décide ainsi de s'arrêter dès le début de course pour effectuer son premier changement de pneus. Adrian Newey confie : « Je dois dire c'est une des courses où j'ai eu le plus peur de ma vie. J'avais la boule au ventre parce que notre priorité est d'assurer la sécurité des pilotes et il faut s'assurer que la voiture est fiable de ce point de vue, sans handicaper excessivement la performance. Savoir quand s'arrêter pour changer les gommes était très difficile et à la fin de la course j'étais soulagé de voir nos deux pilotes sains et saufs. » Il explique que le problème est apparu samedi vers 17 heures : « Pirelli a regardé nos pneus et nous a dit qu'ils étaient très inquiets, que les pneus pouvaient défaillir de manière imminente. C'était très inquiétant puis il y a au ces débats avec Pirelli et la FIA. Ils nous ont recommandé d'augmenter la pression des pneus avant pour tenir quelques tours puisque la FIA n'a pas voulu qu'on change de pneus. Pour changer la géométrie, il aurait fallu partir depuis les stands. »
Pour Pirelli, la faute incombe à Red Bull qui n'a pas respecté les limites de tolérance des pneus en matière de carrossage : « Nous recommandons un maximum de quatre degrés de carrossage. » Adrian Newey avoue que la Red Bull RB7 en avait presque cinq à Spa, ce qui mettait la jonction côté intérieur entre le flanc et la bande de roulement sous un stress plus sévère. Il se justifie ainsi : « Évidemment, si on avait su qu'il y avait un problème de sécurité, nous ne l'aurions pas fait. Pirelli ne savait pas nous dire si nos pneus allaient tenir un demi-tour ou cinq tours mais qu'ils allaient défaillir. J'ai vraiment eu très peur à Spa. »

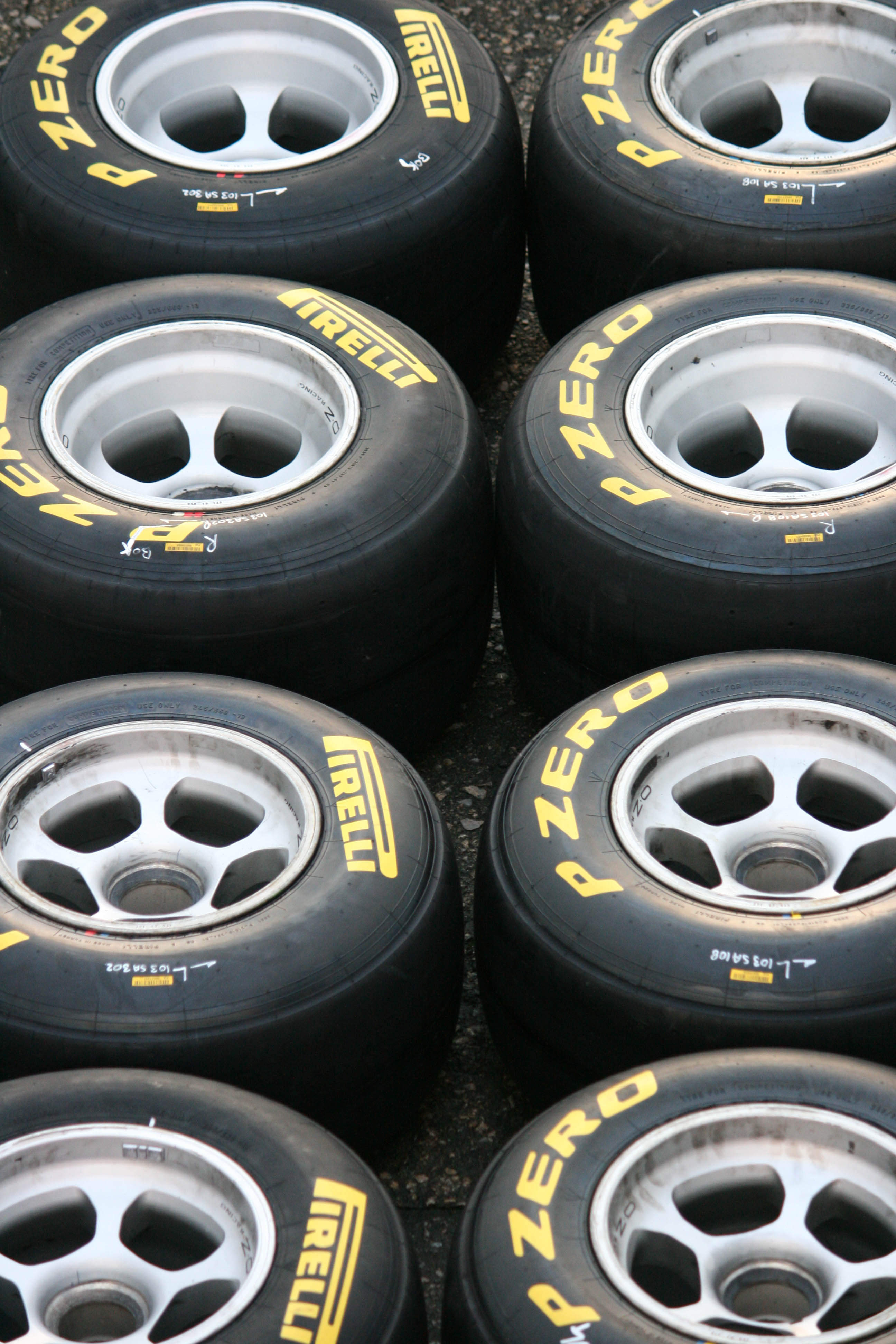
Pirelli accuse certaines écuries de ne pas respecter les tolérances de sécurité d'usage de ses pneumatiques.

Martin Whitmarsh, directeur de McLaren, se montre moins inquiet et déclare : « Nous avons examiné ce problème avec nos ingénieurs et en sommes arrivés à la conclusion qu'une modification du carrossage n'allait pas améliorer notre situation. Nous estimions que la sécurité était assurée. Selon nous, le problème de Red Bull est plus important car selon leurs analyses, ils pensaient qu'une modification de leur carrossage était la chose la plus sûre à faire. Je pense donc que leur situation était très inconfortable. Je vais d'ailleurs en discuter avec Adrian Newey. Les autres équipes sont restées fermes sur leurs positions en nous empêchant de remplacer les pneus endommagés et par ailleurs nous ne pouvions pas modifier le carrossage sans être obligés de prendre le départ depuis la voie des stands. ». Si Red Bull Racing a outrepassé les recommandations de Pirelli, Whitmarsh certifie que McLaren est resté dans les limites de tolérance : « Non, nous n'avons rien fait de tel et ne le ferons jamais. Nous sommes responsables de la sécurité de nos pilotes. Pirelli a recommandé une réduction du carrossage avant d'arriver en Belgique et c'était la bonne chose à faire. »,
Chez Ferrari, le problème de blistering ne s'est pas produit. Stefano Domenicali, le directeur de la Scuderia déclare : « Tout ce que je peux dire c'est que nous avons suivi les instructions de Pirelli à la lettre. Lorsque vous suivez leurs instructions, vous pouvez être assurés que les pneus seront utilisés de la meilleure façon possible notamment sur le plan de la sécurité. Il y a eu beaucoup de discussions à propos de ce problème de cloques sur les pneus mais lorsque vous voulez faire les choses convenablement, il faut suivre les recommandations de Pirelli. »,
Si Pirelli et diverses équipes ont tenu une réunion d'urgence samedi soir pour tenter de remédier à la sévère dégradation dont souffrent les pneus slicks du manufacturier italien, à moins d'une heure du départ du Grand Prix, Pirelli se montre très critique envers certaines équipes et appelle la FIA à intervenir. Paul Hembery, responsable du service compétition du manufacturier, rejette toute la responsabilité de cette affaire sur les équipes qui ont volontairement adopté un angle de carrossage qui n'a pas été conseillé par Pirelli : « Pour chaque Grand Prix, nous recommandons aux écuries de ne pas dépasser un certain angle de carrossage afin de préserver leurs pneumatiques. Il s'agit également d'une question de sécurité. Toutefois, je soupçonne plusieurs d'entre elles de ne pas avoir suivi nos recommandations pour Spa-Francorchamps. Je les soupçonne d'ailleurs de ne pas l'avoir fait pour plusieurs Grands Prix précédents. La FIA devrait obliger les écuries à suivre nos recommandations et elle devrait également contrôler les angles de carrossage adoptés par les équipes. Cette situation est potentiellement dangereuse car les écuries qui ne suivent pas nos recommandations et qui adoptent un angle de carrossage trop agressif pourraient rencontrer des problèmes avec leurs pneus. Et si un problème survient, la faute retombera sur Pirelli, alors que nous n'y sommes finalement pour rien. »,

### Déroulement de l'épreuve
Nigel Mansell (187 départs en Grands Prix de Formule 1, 31 victoires, 59 podiums, 32 pole positions, 482 points inscrits et champion du monde en 1992) a été nommé conseiller par la FIA pour aider dans son jugement le groupe des commissaires de course lors de ce Grand Prix. Il a déjà officié dans cette fonction lors de l'édition précédente de l'épreuve, ainsi que lors du Grand Prix automobile de Grande-Bretagne 2011,.
La température ambiante est de 16 °C, celle de la piste de 24 °C et il ne pleut pas au départ du Grand Prix de Belgique. À l'extinction des feux, Sebastian Vettel, en pole position, prend un excellent départ mais Nico Rosberg dont la monoplace surchauffait sur la grille de départ se rapproche et prend la tête de la course dès la ligne droite,. Au premier passage sur la ligne, Rosberg devance Vettel, Felipe Massa, Lewis Hamilton, Fernando Alonso, Sébastien Buemi, Sergio Pérez, Mark Webber, Kamui Kobayashi, Vitaly Petrov, Adrian Sutil, Jenson Button, Paul di Resta et Michael Schumacher. Jaime Alguersuari, Bruno Senna, Heikki Kovalainen et Timo Glock ont été impliqués dans divers accrochages mais seul Alguersuari abandonne,.
Vettel reprend la tête de la course dès le deuxième tour grâce à l'activation de son Drag Reduction System. Webber et Button s'arrêtent les premiers au stand pour changer leurs pneus dès le troisième tour. Button en profite pour changer son aileron avant abîmé dans la confusion du départ. Derrière Vettel, la bataille fait rage entre Rosberg, Massa, Alonso et Hamilton. Vettel change ses pneus au cinquième tour et Rosberg mène la course. Quelques instants plus tard, Buemi reçoit un drapeau à rond orange sur fond noir de la part des commissaires de course car son aileron arrière est à moitié arraché et risque de se détacher. Au sixième passage Rosberg mène devant Alonso, Hamilton, Massa, Kobayashi, Petrov, Vettel, Sutil, di Resta, Pastor Maldonado, Webber et Rubens Barrichello. Quelques secondes plus tard, Alonso se met dans l'aspiration de Rosberg et prend la tête dans la ligne droite.
Alonso change ses pneus au huitième tour, Hamilton au dixième, Rosberg au onzième, Petrov et Maldonado au tour suivant. Hamilton s'accroche alors avec Kobayashi en tentant de le dépasser au freinage des Combes : la McLaren s'écrase violemment contre le mur,. Si Hamilton n'est pas blessé, la voiture de sécurité entre en action pour permettre le dégagement de sa monoplace. Au quinzième tour, derrière la voiture de sécurité, Alonso précède Webber, Vettel, Massa, Rosberg, Sutil, Pérez, Petrov, Schumacher, Barrichello, Button, Maldonado, di Resta, Kobayashi, Senna, Jarno Trulli, Jérôme d'Ambrosio, Vitantonio Liuzzi, Kovalainen et Glock. La course est relancée à l'entame du seizième tour et Vettel se montre très menaçant pour Alonso alors que Webber observe le duel à distance. Vettel prend l'avantage sur Alonso dès le tour suivant grâce à ses pneus neufs changés juste avant l'intervention de la voiture de sécurité alors que la Ferrari a des pneus très usés.
En tête de la course, Vettel prend immédiatement ses distances et compte trois secondes d'avance au vingtième passage et quatre au vingt-et-unième. Webber est à 2 secondes d'Alonso tandis que Button remonte dans le classement : en quelques tours, il a pris l'avantage sur Schumacher, Sutil, Massa et Rosberg pour pointer désormais en quatrième position. Au vingt-septième passage, Vettel devance Alonso, Webber, Button, Rosberg, Massa, Sutil, Schumacher, Petrov, Maldonado, Barrichello, di Resta, Kobayashi, Trulli, Kovalainen, Senna, Perez, d'Ambrosio, Glock et Liuzzi.
Alonso, Maldonado et Kobayashi changent leurs pneus pour la dernière fois au vingt-neuvième tour, Vettel, Rosberg, Massa, Petrov et di Resta au trentième, Webber, Sutil, Schumacher, Barrichello et Trulli au trente-et-unième et Button et Massa au tour suivant. En tête de la course, Vettel conserve 7 secondes d'avance sur Alonso qui voit Webber revenir sur lui en pneus tendres alors que les deux premiers sont en gommes dures.
Mark Webber prend l'avantage sur Fernando Alonso dans le trente-sixième tour. Pendant ce temps, Schumacher revient sur son coéquipier Rosberg. Jenson Button, en pneus tendres, prend la troisième place à Alonso dans le quarante-deuxième tour et quelques secondes plus tard Schumacher fait de même avec Rosberg. Sebastian Vettel remporte sa septième victoire de la saison. En terminant deuxième, Webber consolide l'avance de Red Bull au championnat des constructeurs. Button termine troisième et devance Alonso, Schumacher, Rosberg, Sutil, Massa, Petrov et Maldonado qui inscrit son premier point en championnat du monde,,.

### Classement de la course
| Pos. | no | Pilote                  | Écurie               | Tours | Temps/Abandon                      | Grille | Points |
| ---- | -- | ----------------------- | -------------------- | ----- | ---------------------------------- | ------ | ------ |
| 1    | 1  | Sebastian Vettel SREC   | Red Bull-Renault     | 44    | 1 h 26 min 44 s 893 (213,066 km/h) | 1      | 25     |
| 2    | 2  | Mark Webber SREC        | Red Bull-Renault     | 44    | + 3 s 741                          | 3      | 18     |
| 3    | 4  | Jenson Button SREC      | McLaren-Mercedes     | 44    | + 9 s 669                          | 13     | 15     |
| 4    | 5  | Fernando Alonso SREC    | Ferrari              | 44    | + 13 s 022                         | 8      | 12     |
| 5    | 7  | Michael Schumacher SREC | Mercedes             | 44    | + 47 s 464                         | 24     | 10     |
| 6    | 8  | Nico Rosberg SREC       | Mercedes             | 44    | + 48 s 674                         | 5      | 8      |
| 7    | 14 | Adrian Sutil SREC       | Force India-Mercedes | 44    | + 59 s 713                         | 15     | 6      |
| 8    | 6  | Felipe Massa SREC       | Ferrari              | 44    | + 1 min 06 s 706                   | 4      | 4      |
| 9    | 10 | Vitaly PetrovSREC       | Renault              | 44    | + 1 min 11 s 917                   | 10     | 2      |
| 10   | 12 | Pastor Maldonado SREC   | Williams-Cosworth    | 44    | + 1 min 17 s 615                   | 21     | 1      |
| 11   | 15 | Paul di Resta SREC      | Force India-Mercedes | 44    | + 1 min 23 s 994                   | 17     |        |
| 12   | 16 | Kamui Kobayashi SREC    | Sauber-Ferrari       | 44    | + 1 min 31 s 976                   | 12     |        |
| 13   | 9  | Bruno Senna SREC        | Renault              | 44    | + 1 min 32 s 985                   | 7      |        |
| 14   | 21 | Jarno Trulli            | Lotus-Renault        | 43    | + 1 tour                           | 18     |        |
| 15   | 20 | Heikki Kovalainen       | Lotus-Renault        | 43    | + 1 tour                           | 16     |        |
| 16   | 11 | Rubens Barrichello SREC | Williams-Cosworth    | 43    | + 1 tour                           | 14     |        |
| 17   | 25 | Jérôme d'Ambrosio       | Virgin-Cosworth      | 43    | + 1 tour                           | 20     |        |
| 18   | 24 | Timo Glock              | Virgin-Cosworth      | 43    | + 1 tour                           | 19     |        |
| 19   | 23 | Vitantonio Liuzzi       | HRT-Cosworth         | 43    | + 1 tour                           | 22     |        |
| Abd. | 17 | Sergio Pérez SREC       | Sauber-Ferrari       | 27    | Suspension                         | 9      |        |
| Abd. | 22 | Daniel Ricciardo        | HRT-Cosworth         | 13    | Moteur                             | 23     |        |
| Abd. | 3  | Lewis Hamilton SREC     | McLaren-Mercedes     | 12    | Accident                           | 2      |        |
| Abd. | 18 | Sébastien Buemi SREC    | Toro Rosso-Ferrari   | 6     | Aileron arrière                    | 11     |        |
| Abd. | 19 | Jaime Alguersuari SREC  | Toro Rosso-Ferrari   | 0     | Collision                          | 6      |        |

### Pole position et record du tour
Sebastian Vettel signe la vingt-quatrième pole position de sa carrière, sa première sur le tracé de Spa et sa neuvième de la saison. Mark Webber réalise le onzième meilleur tour en course de sa carrière, son premier sur ce circuit et son cinquième de la saison.
- Pole position :  Sebastian Vettel (Red Bull-Renault) en 1 min 48 s 298 (232,824 km/h)[68],[69].
- Meilleur tour en course :  Mark Webber (Red Bull-Renault) en 1 min 49 s 883 (229,466 km/h) au trente-troisième tour[70],[71].

### Tours en tête
- Nico Rosberg : 3 tours (1-2 / 6)[72],[73].
- Sebastian Vettel : 32 tours (3-5 / 11-13 / 18-30 / 32-44).
- Fernando Alonso : 5 tours (7 / 14-17).
- Lewis Hamilton : 3 tours (8-10)
- Jenson Button : 1 tour (31)

## Après-course

### Écuries sur le podium
L'écurie Red Bull Racing avait tellement d'inquiétudes concernant le comportement de ses pneus qu'elle a envisagé de faire partir ses voitures en dernière position depuis les stands après que la FIA s'est opposée (appuyée par les équipes Ferrari, Force India et Williams) à fournir des pneus neufs supplémentaires avant le départ. Les Pirelli souffraient de blistering (perte de gros morceaux de gomme). Christian Horner confie « avoir envisagé de faire partir les deux voitures depuis les stands avec des pneus durs. Cela n'aurait pas été bon pour le championnat mais le risque était vraiment grand. Les morceaux arrachés étaient clairement visibles sur les pneus qui ont fait la Q3. Et pas seulement sur nos voitures mais aussi sur toutes les autres voitures rapides. », Mark Webber se satisfait de sa deuxième place à l'arrivée : « C'est un bon résultat et j'ai apprécié la course. Le résultat d'équipe d'aujourd'hui est un de nos tout meilleurs. La nuit dernière a été stressante mais tout a été très bien géré. Les pilotes ont été inclus dans les discussions pour comprendre comment nous pourrions aborder le Grand Prix de la façon la plus sûre possible et nous avons donné nos impressions sur les pneus. Le départ a été terrible. J'ai lâché l'embrayage et le système d'anti-calage s'est déclenché. Je me suis retrouvé dans le peloton et j'ai vu Senna et quelques autres gars se toucher dans le premier virage. Il était important de se sortir de là sans encombre. Nous avons fait notre premier arrêt et nous sommes retrouvés en bagarre avec Fernando. Ce fut une belle bagarre. J'étais content que ça ait marché mais il faut être deux pour que ça passe. C'est possible avec Fernando car c'est un bon pilote qui sait jusqu'où aller. », Sebastian Vettel, en pole position, était lui aussi inquiet avant le départ car ses pneus étaient fortement abîmés : « Nous étions préoccupés de prendre le départ de la course avec les pneus fortement endommagés hier en qualification. Nous avons pris beaucoup de risques. Nous n'étions pas à l'aise et nous nous sommes donc arrêtés très tôt en course pour les changer. Notre objectif était d'examiner leur état après quelques tours pour tirer les conclusions nécessaires. Nous avions un bon rythme en course. J'étais à l'aise au volant de la voiture et j'ai pu suivre les gars qui me précédaient sans trop d'efforts. Après l'intervention de la voiture de sécurité, il était important pour moi de dépasser Alonso et de creuser l'écart. Après ça, j'ai dû gérer la course un peu plus que d'habitude. La voiture était très compétitive ici, bien plus que lors des années précédentes. Ma voiture était fantastique et elle faisait exactement ce que je lui demandais. Ces virages rapides sont encore plus amusants lorsque vous êtes en confiance dans la voiture. »
Troisième du Grand Prix, le pilote McLaren Jenson Button estime qu'il aurait pu gagner la course s'il n'avait pas été pris dans la mêlée du premier tour : « C'était le chaos dans le premier virage. Di Resta a tapé et endommagé mon aileron arrière en arrachant une partie et dans l'Eau Rouge l'aileron arrière de quelqu'un s'est détaché, est passé à travers mon aileron avant et a arraché mon rétroviseur. C'était un peu effrayant. » Sa position de départ lui a permis de partir avec des pneus durs alors que les dix premiers étaient en pneus tendres très endommagés en qualification. Button est un des premiers à avoir monté un premier train de gommes tendres neuves : « Les gars m'ont dit de continuer jusqu'au cinquième tour. Ensuite, nous avons passé les tendres et fait le reste de la course avec. Ce fut une course amusante, on ne peut s'empêcher de penser à ce qui aurait pu se passer mais ça reste un bon résultat. La voiture a été bonne tout le week-end, l'équilibre était phénoménal, j'ai la sensation que nous avions fait un pas en avant depuis la Hongrie alors cette troisième place est décevante. Qui sait ce qui aurait pu arriver si nous nous étions qualifiés troisièmes. », Lewis Hamilton a écrasé sa monoplace dans les rails avec une grande violence dans le treizième tour lorsqu'il s'est rabattu sur Kamui Kobayashi, à sa droite au freinage à la fin de la ligne droite : « Pour être honnête, je ne sais pas vraiment ce qui est arrivé. Je me souviens seulement avoir touché le mur. Le choc a été très violent. Ce n'est pas de chance pour l'équipe. C'est la course ! Il y a beaucoup de courses que nous n'avons pas terminées cette année, ce n'est donc qu'une de plus. » Quelques heures après la course, Lewis Hamilton reconnaît néanmoins ses torts : « Après avoir revu les images, j'ai réalisé que c'était totalement de ma faute. Je n'ai pas laissé assez de place à Kamui car je pensais que je l'avais dépassé. Je m'excuse auprès de Kamui et de mon écurie. L'équipe mérite mieux de ma part. », Contrairement à son coéquipier, il pense toutefois qu'il n'aurait pas été en mesure de se battre pour la victoire : « Nous avions du mal cet après-midi. Pour une raison quelconque, nous étions vraiment très lents en ligne droite, vraiment, vraiment très lents. Tout le monde nous dépassait et j'étais seulement capable de suivre le peloton. Je pense que nous avions probablement un peu trop d'appui. Quoi qu'il en soit, nous étions en bonne position, j'ai dépassé une des deux Ferrari et nous aurions peut-être pu nous battre pour le podium. »,

### Écuries dans les points
La Scuderia Ferrari n'a jamais été en mesure de remporter ce Grand Prix de Belgique, malgré les débuts de course de Felipe Massa et de Fernando Alonso qui laissaient penser que les monoplaces étaient très compétitives. Fernando Alonso, qui se fait dépasser par Button à deux tours de l'arrivée et termine ainsi au pied du podium, confie : « Il aurait été difficile de faire mieux que cette quatrième place d'autant plus que nous étions en grande difficulté avec les pneus durs. Avec ces pneus, nous étions à une seconde et demie des meilleurs. Pour être franc, je n'ai jamais cru que j'avais la possibilité de gagner cette course mais un podium était à notre portée. Grâce à notre stratégie, j'ai pris la tête en début mais nous savions que dans la seconde moitié de la course nous allions souffrir. Je me suis bien amusé durant mon premier relais. J'ai pris un bon départ, livré quelques belles batailles. C'est dommage d'avoir manqué le podium car c'était notre objectif et il était à notre portée bien que je me sois qualifié à la huitième place. Nous devons féliciter nos rivaux qui font de l'excellent travail mais nous n'allons pas baisser les bras tant que nous aurons une chance mathématique de remporter le titre. » La course de Felipe Massa est plus terne que celle de son équipier : « Cette course a été étrange pour moi. Au début j'étais vraiment dans le coup avec les meilleurs mais ensuite j'ai eu des problèmes avec mes pneus et la voiture n'était plus très bien équilibrée. La situation s'est améliorée avec les pneus durs mais c'est peut-être aussi dû à l'ajustement que l'équipe a fait sur les réglages de mon aileron avant lors de mon deuxième arrêt. Toutefois, il était clair que nous n'étions pas assez rapides. En plus de ça, j'ai eu une crevaison à l'arrière gauche et j'ai dû faire un arrêt supplémentaire. La prochaine course est à Monza, la course à domicile de l'équipe mais celle-ci est aussi très importante pour moi et j'aimerais vraiment signer un bon résultat là-bas. » Stefano Domenicali concède que Ferrari a toujours des problèmes avec les pneumatiques : « Nous avons vu notre voiture évoluer de deux façons très différentes selon les pneus avec lesquels elle roulait. C'était très bon avec les tendres mais beaucoup moins bien avec les médiums. Cela explique pourquoi Fernando, qui a réalisé une performance extraordinaire en prenant les devants et en se battant pour la tête dans le premier relais, s'est vu peu à peu repoussé hors du podium. […] Nous savons quel est notre talon d'Achille et nous devons continuer à travailler dessus. Nous avons repris du terrain dans certains domaines mais sur ce coup – je me réfère à la fenêtre de fonctionnement idéale pour les pneus – nous sommes toujours à la traîne. » Le directeur technique Pat Fry confirme : « Malheureusement nous constatons toujours une baisse de performance trop importante par rapport à nos rivaux lorsque nous mettons les pneus les plus durs. C'est un problème que nous n'avons pas encore réussi à résoudre et qui est encore plus important lorsque la température est assez basse. »
Chez Mercedes Grand Prix, la tension était forte chez les ingénieurs le dimanche matin à Spa-Francorchamps car la cause de la perte de la roue arrière gauche de Michael Schumacher en qualifications n'avait toujours pas été élucidée. Si Schumacher plaisante en indiquant qu'il a déjà l'expérience de rouler à Spa sur trois roues (en référence à son accrochage avec David Coulthard en 1998), Ross Brawn se montre plus embarrassé : « Je suis très déçu pour Michael parce que ces conditions météo lui auraient parfaitement convenu. Nous devons enquêter sur ce qui est arrivé, il semble que le souci se situe au niveau de l'attache de la roue à l'arrière. Nous allons procéder à une inspection complète afin de s'assurer que cela ne se répètera pas. » La casse de la pièce a été nette et suggère qu'il ne s'agit pas d'un défaut de serrage de la part d'un de ses mécaniciens. « On a regardé les données et c'est arrivé très rapidement, en moins d'une seconde. On cherche encore. Il y a un mécanisme pour bloquer la roue qui nous avait posé problème l'an dernier mais pas avec le nouveau de cette année. On l'a développé avec l'aide des équipes de Mercedes en DTM. Il doit y avoir une explication et je suis sûr qu'on la trouvera. »
Michael Schumacher fête le vingtième anniversaire de ses débuts en Formule 1 en signant probablement sa plus belle course depuis son retour à la compétition : il termine en effet cinquième après avoir pris le départ depuis la dernière ligne de la grille de départ : « Ce week-end merveilleux de Spa se termine de la meilleure des façons. Je ne crois pas que nous pouvions faire mieux que cette cinquième place mais gagner dix-neuf positions en course m'a donné de belles sensations. Ma famille, mes amis et mes fans étaient ici et cela m'a donné une très grande motivation. […] Au début de la course, j'ai eu peur que toutes ces pièces qui volaient dans les airs aient abîmé ma voiture mais j'ai eu de la chance et rien ne m'est arrivé. Après ça, cela n'a été que du bonheur de me frayer un passage dans le peloton. » Nico Rosberg, leader de la course dans les premiers tours, termine juste derrière son équipier, en sixième position : « J'ai pris un très bon départ et j'ai ressenti quelque chose de particulier lorsque je me suis retrouvé en tête de la course sur ce circuit fabuleux au volant d'une flèche d'argent. C'était génial de voir toutes ces Ferrari, Red Bull et McLaren derrière moi, mais il était dur aussi de penser que nous n'avions pas le rythme suffisant pour que tout ce monde reste derrière moi. Nous avons bien progressé ce week-end et c'est un bon résultat pour l'équipe. En fin de course j'étais en pneus durs et Michael en tendres et je n'ai pas réussi à le maintenir derrière. J'attends Monza avec impatience car je suis persuadé que nous pourrons encore faire un pas en avant là-bas. », Les dix-huit points inscrits ce week-end constituent le meilleur résultat de l'écurie depuis le début du championnat. Plus que le résultat, c'est la manière qui a séduit Ross Brawn et Norbert Haug : « C'était une course très excitante pour nous et ce fut très agréable d'être de nouveau à l'avant après le très bon début de course de Nico et ses premiers tours en tête. Nos deux pilotes ont fait un excellent travail cet après-midi avec des stratégies très différentes. Michael a commencé avec les pneus médium et est passé aux pneus tendres en s'arrêtant au quatrième tour. La voiture de sécurité a ensuite travaillé en sa faveur en lui permettant de rattraper les voitures de devant et il était en meilleure position au niveau des pneus quand il a rattrapé Nico dans les derniers tours. C'est un résultat très agréable pour lui en ce week-end anniversaire, surtout après être parti depuis la dernière place sur la grille. Nico a fait la course avec une stratégie à deux arrêts et c'était un peu limite au niveau des pneus à certains moments, mais il a réalisé une excellente course. […] Globalement, c'est un très bon résultat pour l'équipe et notre meilleur score en termes de points jusqu'ici cette saison » déclare Ross Brawn. Norbert Haug ne cache pas sa satisfaction : « Une grande course de Michael pour son vingtième anniversaire de Formule 1 ici à Spa. Partir de la dernière place et finir cinquième est excellent et mérité. Michael a conduit impeccablement. […] Nico a réalisé un excellent départ et a mené pendant quelques tours mais notre package actuel n'est pas encore assez bon pour rester devant toute la course. »
Déçue de sa séance de qualification (Sutil quinzième et di Resta dix-huitième), Force India se rattrape avec une solide prestation en course récompensée par six points apportés par Adrian Sutil. Le pilote allemand, avec une stratégie à deux arrêts, prend la septième place de la course : « Après être partis de la quinzième place, nous devons être très contents de notre septième place. Ce fut une course pleine d'action mais nous avions une bonne stratégie et avons pris les bonnes décisions aux bons moments. Quand la voiture de sécurité est sortie, je suis immédiatement rentré aux stands et j'ai repris quelques places. Je suis reparti sixième et je n'ai perdu qu'une seule position, face à Schumacher qui était en pneus tendres et était plus rapide que moi. Dans l'ensemble, je pense que ce résultat reflète bien le rythme que nous avons eu ce week-end. » Paul di Resta termine à la porte des points après avoir fait toute la course avec une monoplace endommagée dans le chaos du premier tour : « J'ai pris un très bon départ et tout semblait plutôt bien se passer mais il y a eu un accident devant moi. Je pensais avoir réussi à sortir du virage quand j'ai été tapé par Timo [Glock]. L'impact a fait un gros trou dans le fond plat, a endommagé mon aileron avant et a provoqué beaucoup de sous-virage. […] J'ai été malchanceux avec la voiture de sécurité parce que la priorité allait à la voiture la mieux placée et ça m'a fait tomber derrière les Williams. Sans ça, j'aurais probablement pu terminer devant Maldonado. »
Pour son premier week-end de course avec Lotus Renault GP, Bruno Senna a soufflé le chaud et le froid, une très bonne séance de qualification contrastant avec deux accidents, un lors des essais libres sous la pluie et l'autre au départ de la course. Éric Boullier, directeur de l'écurie, avoue que la décision de remplacer Nick Heidfeld par Senna n'a pas été facile à prendre : « Avant de prendre une telle décision, il faut questionner de nombreuses personnes. Vous rendez forcément quelques personnes mécontentes et c'est un des aspects difficiles de mon travail car une fois le processus enclenché et que vous avez décidé d'un scénario différent, il faut en endosser la responsabilité. C'était aussi difficile pour Bruno. Sa confirmation est venue tardivement, ce n'est pas le scénario idéal et il a dû faire avec des conditions météo difficiles sur un circuit très exigeant. Depuis la Malaisie je n'avais pas vu mes gars sourire et applaudir dans le garage, à la fin de Q2 et de Q3. C'est très important que les gars qui se donnent jour et nuit soient heureux. La faiblesse évidente de Senna est son manque de roulage depuis janvier. Il a besoin de plus de temps pour trouver la confiance dans l'exploitation de la voiture. Sa force est son calme et sa façon d'augmenter ses performances, en travaillant très bien avec les ingénieurs. Il est à l'aise avec eux, il prend les choses étape par étape. », Après une belle performance le samedi où il réalise le septième temps des qualifications, Bruno Senna vit une course plus difficile, ses chances d'obtenir un bon résultat étant réduites à néant dès le premier virage, quand il heurte Jaime Alguersuari au freinage de la Source, ce qui l'oblige à rentrer au stand pour changer d'aileron avant. Il termine finalement treizième de l'épreuve : « Je n'avais jamais pris le premier virage d'une course avec le plein d'essence et malheureusement j'ai mal jugé le point de freinage. Il n'y avait aucune façon d'éviter Jaime et je suis vraiment désolé pour sa course. Heureusement pour moi, il n'y avait pas de dégât sur ma suspension et j'ai pu continuer. J'ai parcouru beaucoup de tours et je disputerai une autre course à Monza que j'attends avec impatience. Je pense que c'était juste une erreur de jugement et un manque d'expérience du fait de ne pas avoir disputé les onze premières courses. J'aurais dû être un petit peu plus prudent mais c'est la course. […] Je pense que le rythme était assez bon et j'ai acquis pas mal d'expérience avec les deux spécifications de pneus. Je sais donc maintenant quoi faire avec l'équipe. J'attends avec impatience d'être à Monza. » Vitaly Petrov marque les deux points de la neuvième place : « Je crois que nous avons bien progressé avec la voiture, j'étais toujours en lutte pour une place dans le top 10 et proche des Mercedes. Il faut que nous continuions à travailler dans cette direction. Nous avions une bonne stratégie mais nous n'avions pas une bonne vitesse de pointe et les dépassements étaient difficiles pour moi. En revanche, la voiture était très efficace dans les virages et au freinage avant d'avoir des problèmes à ce niveau en fin de course. Lors des derniers tours, j'ai dû modifier mon pilotage pour compenser la faiblesse des freins mais je suis malheureusement parti à la faute et j'ai perdu complètement l'usage de mes freins avant. »
Chez Williams, après avoir reçu une pénalité de cinq places sur la grille de départ pour ses multiples contacts avec la McLaren de Lewis Hamilton en qualification, Pastor Maldonado marque le premier point de sa carrière en Formule 1 : « Je suis heureux d'avoir enfin marqué un point, aussi bien pour moi que pour l'équipe. Notre rythme était vraiment bon en course. Je suis aussi content pour mon pays. Nous avons enfin ce point et c'est bien de le marquer sur ce circuit si particulier. Cela n'a pas été facile de prendre le départ depuis le fond de la grille mais j'ai poussé à fond du début à la fin. » Le Vénézuélien estime que le Lewis Hamilton méritait également une sanction pour son accident avec Kamui Kobayashi : « Je pense que nous avons tous deux commis une erreur hier et je suis un peu déçu d'être le seul à avoir reçu une pénalité. C'est la course, nous devons regarder de l'avant, c'est du passé. La seule chose négative est qu'il ait refait la même chose aujourd'hui, je pense donc qu'il devrait être plus concentré sur sa course et ne pas faire ce genre de mouvement. Je pense que Lewis est un pilote vraiment talentueux, un très bon ami, nous devons donc être plus concentrés et faire preuve de plus de respect entre nous. »,, Rubens Barrichello, seizième à un tour du vainqueur et derrière les deux Lotus, pense qu'il aurait pu faire aussi bien que son coéquipier avec plus de chance : « Nous avons été plus compétitifs que nous le pensions et c'est une très bonne chose. J'ai perdu du temps en me battant avec Rosberg juste avant de rentrer au stand pour mon deuxième changement de pneus et ce temps perdu m'a probablement coûté des points. Je suis très content pour Pastor qui marque aujourd'hui son premier point. Nous pouvions marquer des points tous les deux aujourd'hui et c'est très encourageant car cela démontre que l'équipe progresse. »

### Écuries hors des points
Sauber connaît un Grand Prix agité et termine sans le moindre point. En effet, Kamui Kobayashi et Sergio Pérez, qui pensaient avoir le potentiel pour faire un bon résultat, sont tous les deux impliqués dans des accrochages. Le Japonais rallie l'arrivée à la douzième place après avoir perdu quelques positions lors de l'intervention de la voiture de sécurité, étant rentré aux stands un tour trop tard à cause d'un problème de communication avec son stand : « Je pensais marquer quelques points aujourd'hui. J'ai pris un bon départ et eu de jolies bagarres. Dans les lignes droites, j'étais plus lent que prévu mais je ne sais pas encore pourquoi. Il était également difficile de tenir la distance avec les pneus tendres alors que j'étais sous la pression de Vitaly Petrov. En ce qui concerne l'accident avec Lewis Hamilton, je savais très bien qu'il était plus rapide que moi alors je n'avais aucune raison de me battre contre lui. Je n'avais pas l'intention de reprendre ma position, je suis resté sur ma ligne et je ne m'attendais pas à ce qu'il se rabatte. Quand je suis rentré aux stands, sous la voiture de sécurité, j'ai perdu beaucoup de positions. » Sergio Pérez est impliqué dans un accrochage en début de course avec Sébastien Buemi, ce qui lui vaut un drive-through qui lui coûte un temps précieux. Il abandonne finalement dans le vingt-septième tour à cause d'un problème mécanique : « Je suis très déçu, j'avais pris un bon départ et fait un bon début de course, la voiture était très bonne et nous aurions dû marquer des points. Dans le cinquième tour, j'étais en septième place quand Sébastien Buemi a changé de ligne devant moi au freinage. J'ai essayé de l'éviter mais je n'ai pas pu parce que j'ai perdu l'appui. J'ai reçu une pénalité puis j'ai fait mon deuxième arrêt aux stands. Je suis ressorti loin derrière et j'ai essayé de remonter. Je venais de doubler Senna quand j'ai senti que quelque chose n'allait pas à l'arrière de la voiture. Je suis rentré sagement aux stands et ma course était terminée. » Peter Sauber est particulièrement déçu : « Pour nous, ce fut une course d'opportunités manquées. Après une bonne qualification, j'attends la course avec une grande impatience mais, à part la météo, tout a été contre nous. » James Key ajoute : « C'est un résultat décevant après une journée plutôt prometteuse en qualification. Le rythme n'était pas aussi bon qu'il aurait dû l'être, nous devons comprendre pourquoi. Nous pouvions et aurions dû marquer des points aujourd'hui. »

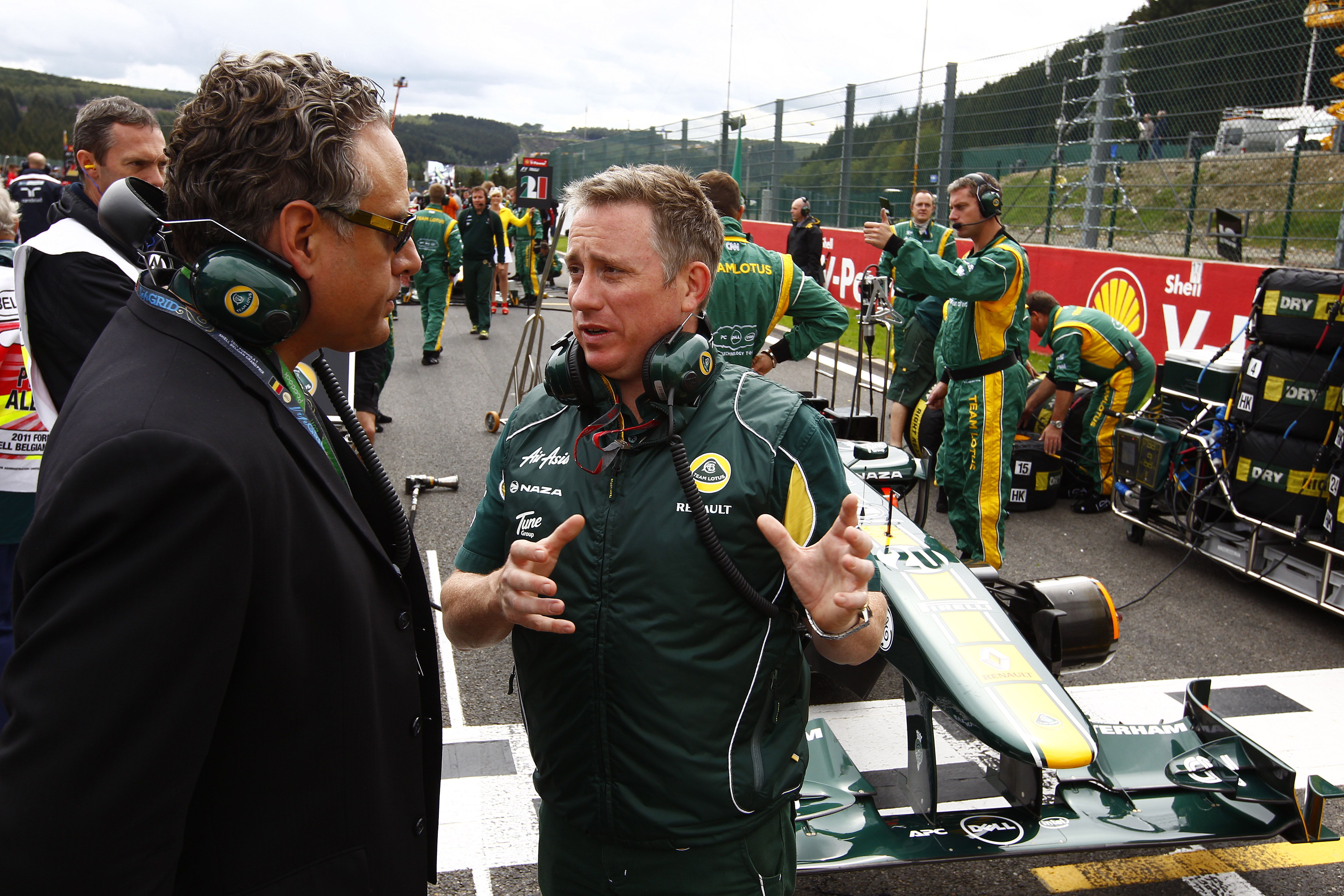
Les Lotus T128 sur la grille de départ de Spa.

Chez Team Lotus, Jarno Trulli et Heikki Kovalainen terminent quatorzième et quinzième de la course, ce qui renforce la dixième place de l'écurie au classement des constructeurs. Trulli déclare : « Pour moi et toute l'équipe, cela a vraiment été une bonne course. J'ai pris un bon départ mais ensuite il y a eu un accident et Heikki et moi avons eu des dégâts sur nos monoplaces, lui à l'avant, moi sur mon fond plat. J'ai dû faire toute la course comme ça et cette quatorzième place est fantastique. À l'exception du départ, j'ai apprécié tout le reste de la course, j'ai dépassé beaucoup de voitures et lorsque la voiture de sécurité est entrée en piste j'ai pu me rapprocher des voitures qui me précédaient. Cela m'a donné l'occasion de me battre avec la Renault. » Son coéquipier confirme : « Ce fut une bonne course pour nous à l'exception du départ. J'ai touché Jarno après avoir été touché moi-même par quelqu'un d'autre. J'ai été pris en sandwich mais après je suis rentré au stand changer le nez de ma monoplace et tout s'est bien passé. Les pneus tendres ne fonctionnaient pas aussi bien que les durs mais j'ai pu pousser à fond et nous avons terminé cette course en bonne position avec les deux voitures. Ce week-end se termine donc bien pour nous. »
Les deux Marussia Virgin Racing sont à l'arrivée derrière les Lotus. Jérôme d'Ambrosio et Timo Glock terminent dix-septième et dix-huitième. D'Ambrosio est satisfait de sa prestation : « Je suis assez content de ma course. Le départ a été difficile car il y avait beaucoup de débris sur la piste et j'ai même pensé à un certain moment que j'avais un problème mais tout est rentré dans l'ordre. La fin de course a aussi été compliquée car nous devions économiser l'essence. C'est la première fois que je faisais ça et il a donc fallu que je m'adapte. Il y a eu beaucoup d'accidents aujourd'hui et j'ai essayé de faire les choses proprement. Pour l'équipe c'est encore un bon résultat, car les deux voitures sont à l'arrivée. » Son coéquipier est moins enjoué : « Cette course a mal commencé pour moi car j'ai fait une erreur dans le premier virage : j'ai freiné, bloqué mes roues avant et n'ai pas pu éviter le contact avec Paul di Resta. J'ai malheureusement détruit sa voiture et sa course et je m'en excuse, c'était de ma faute. J'ai été pénalisé et j'ai aussi dû changer l'aileron avant mais la voiture avait un comportement étrange après. Je me suis donc contenté de la ramener à l'arrivée. J'ai toutefois rattrapé et dépassé une HRT. »
L'écurie HRT a souffert en Belgique, ses pilotes ne réussissant pas à se qualifier dans la limite des 107 % et devant être repêchés par les commissaires de course afin de prendre le départ de la course. Daniel Ricciardo abandonne au treizième tour, peu après la sortie de la voiture de sécurité, à cause d'un problème à l'arrière gauche : « Je ne peux pas être pleinement satisfait parce que la course a été courte pour moi. Au moins, le temps que j'ai passé en piste a été vraiment positif. J'ai pris un bon départ et ensuite profité de quelques accidents devant moi pour gagner quelques places. Le rythme était assez bon, certaines des voitures les plus rapides ont fini par revenir mais nous les avons laissées passer sans perdre trop de temps sur nos adversaires directs. Malheureusement, nous avons eu un problème à l'arrière qui a interrompu ma course prématurément. » Vitantonio Liuzzi termine dix-neuvième : « Nous savions que ce serait une course compliquée particulièrement sur le sec mais j'ai pris un bon départ et gagné rapidement quelques positions. Nous étions devant nos principaux adversaires et, même si nous savions que notre rythme n'était pas le meilleur, nous avons continué à nous battre. Nous avons fait un assez bon boulot, particulièrement en première partie de course. » Colin Kolles résume ainsi le week-end de course : « Nous avons dû faire le dos rond ce week-end pour encaisser tous les problèmes que nous avons eus. Nous savions que Spa serait difficile. Nous voulions amener les deux voitures à l'arrivée mais ça n'a pas été possible. C'est dommage que Daniel ait été contraint à l'abandon et nous devons maintenant travailler très dur pour régler les problèmes. »
Si la Scuderia Toro Rosso avait de bonnes chances de marquer des points après une bonne séance de qualification, les pilotes ont manqué de chance en piste. Jaime Alguersuari est victime du freinage trop tardif de Bruno Senna au départ : « Je ne veux pas parler en mal des autres pilotes car ce n'est pas mon style mais je crois que ce qui s'est passé est assez clair pour tout le monde. Lorsque je suis arrivé dans l'épingle, j'étais au milieu de la piste et Senna a complètement raté son freinage. Il m'a touché et m'a poussé sur une Ferrari. Il y a toutefois quelques points positifs à retenir de ce week-end car nous étions en mesure de marquer beaucoup de points grâce au travail de toute l'équipe. Je suis désolé pour eux car la sixième place que j'occupais sur la grille n'est pas quelque chose qui nous arrive souvent. » Son coéquipier Sébastien Buemi abandonne aussi après un contact de Sergio Pérez : « J'avais pris un très bon départ, je suis passé de la onzième place sur la grille à la sixième dans le premier virage, c'était fantastique. J'étais capable de suivre le rythme de Hamilton et Alonso. Ensuite, Pérez a essayé de me dépasser et m'a touché à l'arrière, ce qui a complètement détruit mon aileron. Je n'ai pas eu d'autre choix que de rentrer au stand pour abandonner. Je ne comprends vraiment pas ce qu'il a essayé de faire car j'étais clairement devant lui. C'est comme s'il avait oublié de freiner. »

### Succès audiovisuel du Grand Prix
Le dimanche de la course, le magazine d'avant-course « F1 à la Une », diffusé sur la chaîne de télévision française TF1 et présenté par l'animateur de télévision Denis Brogniart, accompagné par les commentateurs Christophe Malbranque, Jean-Louis Moncet et Jacques Laffite, a réuni 3 millions de téléspectateurs et réalisé 20 % de part d'audience sur les individus de 4 ans et plus. Le programme est ainsi arrivé en tête des magazines de sport, toutes chaînes confondues, sur la journée.
Le Grand Prix de Belgique s'est classé en tête des événements sportifs, toutes chaînes confondues, en rassemblant 3,1 millions de téléspectateurs et 23 % de part d'audience sur les 4 ans et plus. Le début de course a réuni jusqu'à 3,9 millions de personnes devant leurs écrans. Il s'agit du second meilleur score de la chaîne concernant la Formule 1 cette saison, après le Grand Prix de Monaco.

## Classements généraux à l'issue de la course
| Pos. | Pilote             | Écurie               | Points |
| ---- | ------------------ | -------------------- | ------ |
| 1    | Sebastian Vettel   | Red Bull-Renault     | 259    |
| 2    | Mark Webber        | Red Bull-Renault     | 167    |
| 3    | Fernando Alonso    | Ferrari              | 157    |
| 4    | Jenson Button      | McLaren-Mercedes     | 149    |
| 5    | Lewis Hamilton     | McLaren-Mercedes     | 146    |
| 6    | Felipe Massa       | Ferrari              | 74     |
| 7    | Nico Rosberg       | Mercedes             | 56     |
| 8    | Michael Schumacher | Mercedes             | 42     |
| 9    | Vitaly Petrov      | Renault              | 34     |
| 10   | Nick Heidfeld      | Renault              | 34     |
| 11   | Kamui Kobayashi    | Sauber-Ferrari       | 27     |
| 12   | Adrian Sutil       | Force India-Mercedes | 24     |
| 13   | Sébastien Buemi    | Toro Rosso-Ferrari   | 12     |
| 14   | Jaime Alguersuari  | Toro Rosso-Ferrari   | 10     |
| 15   | Sergio Pérez       | Sauber-Ferrari       | 8      |
| 16   | Paul di Resta      | Force India-Mercedes | 8      |
| 17   | Rubens Barrichello | Williams-Cosworth    | 4      |
| 18   | Pastor Maldonado   | Williams-Cosworth    | 1      |

| Pos. | Écurie                  | Points |
| ---- | ----------------------- | ------ |
| 1    | Red Bull Racing-Renault | 426    |
| 2    | McLaren-Mercedes        | 295    |
| 3    | Scuderia Ferrari        | 231    |
| 4    | Mercedes Grand Prix     | 98     |
| 5    | Renault F1 Team         | 68     |
| 6    | Sauber-Ferrari          | 35     |
| 7    | Force India-Mercedes    | 32     |
| 8    | Toro Rosso-Ferrari      | 22     |
| 9    | Williams-Cosworth       | 5      |

## Statistiques
Le Grand Prix de Belgique 2011 représente :
- la 24e pole position de sa carrière pour Sebastian Vettel[109] ;
- la 17e victoire de sa carrière pour Sebastian Vettel[110] ;
- la 22e victoire pour Red Bull Racing en tant que constructeur[111] ;
- le 10e doublé pour Red Bull Racing en tant que constructeur[112] ;
- la 137e victoire pour Renault en tant que motoriste[113] ;
- le 1er point en Formule 1 pour Pastor Maldonado[114].